# Slowfox
Slowfox (auch Slow Foxtrott) ist ein Standardtanz, der im 20. Jahrhundert in England aus dem Foxtrott entstand. Da der Slowfox sowohl technisch als auch musikalisch sehr anspruchsvoll ist, wurde er ab 2012 nicht mehr ins Welttanzprogramm aufgenommen. So wird er seitdem in Tanzschulen erst in fortgeschrittenen Kursen unterrichtet. Er wird als einer der fünf Standardtänze weltweit auf Standardturnieren der höheren Startklassen getanzt (bei Turnieren des DTV ab der C-Klasse).

## Name
Der Name „Slowfox“ ist vor allem im deutschen Sprachraum gebräuchlich, international wird die Bezeichnung „Slow Foxtrot“ (engl. „langsamer Foxtrott“) bevorzugt. Auch die Bezeichnung "Foxtrott" für den Slowfox ist durchaus üblich. Ist aus dem Kontext klar, dass es sich um Slowfox und nicht um Foxtrott handelt – z. B. in Turnierkreisen –, wird er häufig auch nur „Foxtrott“ genannt.

## Charakteristik und Technik
Der Slowfox ist ein typisch englischer Standardtanz. Er wird charakterisiert durch fließende, raumgreifende, weiche Bewegungen und verkörpert von allen Standardtänzen am besten das englische Understatement. Es wird gesagt, dass man beim Slowfox eine volle Tasse auf den Kopf der Dame stellen können muss, ohne dass ein Tropfen verschüttet wird. Charakteristisch ist die sehr ruhige und angespannte Haltung. Drehungen sind im Slowfox nur selten und sollten nur sparsam eingesetzt werden, da sie die fortlaufende Bewegung des Paares unterbrechen und so ein wichtiges Charakteristikum des Tanzes verloren ginge.
Im Gegensatz zu den Schwungtänzen Langsamer Walzer und Quickstep wird im Slowfox weniger aus dem Knie, sondern mehr aus den Füßen gehoben. Die Dame tanzt vermehrt Fersendrehungen, und bei Rückwärtsschritten wird die Ferse über den Boden abgezogen. Da dies ein Heben auch im Fuß unmöglich macht, muss die Hebung des sich vorwärts bewegenden Partners im Körper ausgeglichen werden.

## Rhythmus und Musik
Die 4/4-taktige Musik ist aufgrund der Entwicklung dem Jazz nahe. Heute wird sie mit etwa 28 bis 32 Takten pro Minute gespielt. Die Schritte werden vereinfacht in einer „slow-quick-quick“-Folge gesetzt. Der langsame Schritt erstreckt sich über die ersten beiden Schläge (halber Takt), die schnellen dauern je einen Schlag (viertel Takt). Wegen der technischen Herausforderung, trotz der unterschiedlich schnellen Schritte eine extrem gleichmäßige Bewegung zu tanzen, gilt der Slowfox als „König“ unter den Standardtänzen. Fortgeschrittene Tänzer weichen von der starren rhythmischen Vorgabe ab und verteilen die drei Schritte gleichmäßiger auf den Takt. Hierbei wird sowohl der erste als auch der letzte Schritt verzögert belastet, so dass eine gleichmäßige Bewegung von drei Schritten auf vier Schläge entsteht. Da durch den verzögerten ersten Schritt gerade auf dem Schwerpunkt der Musik noch deutlich eine Gehbewegung (Schrittstellung) zu sehen ist, empfindet der Zuschauer diesen Augenblick als dynamisch und Augenblick der maximalen Bewegung, obwohl sich das Paar gleichmäßig vorwärts bewegt. Besonders anspruchsvoll sind Übergänge in Takte, in denen vier Schritte getanzt werden (z. B. Flechte). Hier wird ein fließender Übergang verlangt.
Wie auch die Musik des Quickstep entwickelte sich der Slowfox aus dem Ragtime. Es ist eine sehr ruhige Musik, die einen konstanten Rhythmus erfordert und auch ohne Schlagzeug auskommt, was es in diesem Fall für einen Tänzer besonders anspruchsvoll macht, im Takt zu bleiben. So wird in Musik, die dem Training dient, immer auch eine Schlagzeugbegleitung verwendet. Dabei unterscheidet sich das Schlagzeug abgesehen vom langsameren Tempo nicht sehr vom Quickstep. Auf dem Hi-Hat oder einem Becken werden Viertelnoten gespielt, wobei die geraden Zählzeiten nochmals halbiert werden. Auf der Snare-Drum wird häufig mit dem Besen gespielt. Dadurch ergibt sich ein pulsierender, rauschender Hintergrundklang, wobei auch hier die geraden Schläge betont werden. Die Bassdrum wird nur dezent eingesetzt und gibt den Grundrhythmus auf der ersten und meist auch dritten Zählzeit an. Der Bass spielt dazu halbe oder Viertelnoten. Insgesamt spielen die Schlaginstrumente zurückhaltend und unaufdringlich. Die wesentlichen Beiträge werden von Bläsern und Streichern erbracht, wobei auch häufig Gesang zum Einsatz kommt, der sehr frei im Swing- und Jazz-Stil eingesetzt wird. In der Melodie überwiegen lange Notenwerte, welche die ruhigen Elemente in Musik und Tanz unterstützen.
Slowfox ist nicht bloß auf Swingmusik im Jazz beschränkt, wenngleich diese Musik typisch beim Tanzen ist. Slowfox kann durchaus auch auf Popmusik getanzt werden, auch wenn in diesem Genre die typische Stilistik weitaus seltener zu finden ist. Einige Beispiele:
- Die Prinzen: Vergammelte Speisen
- Simply Red: Sad old red
- Matt Bianco: Head over Heels
- Nightwish: Slow, Love, Slow
- Pink Martini: Sympathique